# Siegfried Wollgast

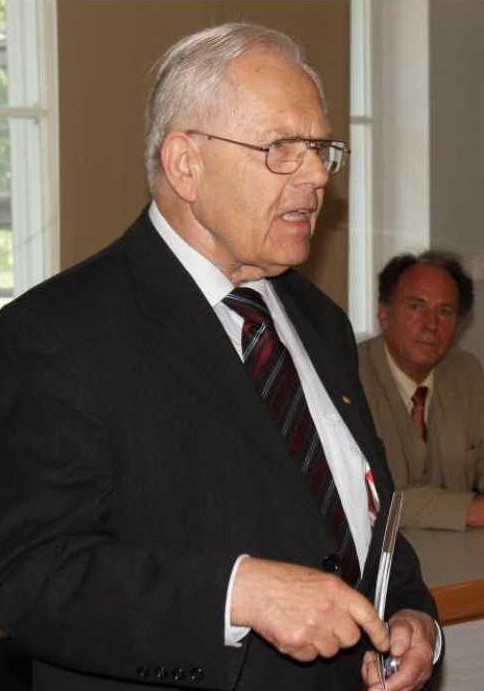
Siegfried Wollgast (2014), nach seiner Auszeichnung mit der Daniel-Ernst-Jablonski-Medaille der Leibniz-Sozietät der Wissenschaften zu Berlin; im Hintergrund deren Präsident Gerhard Banse

Siegfried Wollgast (* 27. September 1933 in Schönlanke; † 26. Juni 2017 in Dresden) war ein deutscher Philosophiehistoriker, der sich vorwiegend mit Philosophiegeschichte und deutscher Geistesgeschichte des 16. bis 18. Jahrhunderts (Frühaufklärung) befasste.

## Leben
Siegfried Wollgast verbrachte seine frühe Kindheit in dem Dorf Stieglitz (heute Siedlisko in der Wojewodschaft Großpolen), im ehemaligen Netzekreis. Von 1940 bis 1945 besuchte er dort die Grundschule, und anschließend folgte die Oberschule in Schönlanke, der Kreisstadt des Netzekreises.
Nach der Vertreibung von 1945 setzte er den Schulbesuch zunächst in Döbbersen (Kreis Hagenow) und später in Jena fort. Besonders die Sprachausbildung im altsprachlichen Zweig (C-Zweig) der Oberschule in Jena, wo noch – neben modernen Sprachen – Altgriechisch und Latein unterrichtet wurden, fand sein Interesse. 1952 schloss er die Schulausbildung mit dem Abitur ab. Diese Sprachkenntnisse waren eine wichtige Voraussetzung für sein Philosophie- und Geschichtsstudium an der Friedrich-Schiller-Universität Jena (FSU) und der Humboldt-Universität zu Berlin (HUB) in den Jahren 1952 bis 1957.
Er arbeitete von 1957 bis 1960 als Wissenschaftlicher Assistent an der Akademie für Staats- und Rechtswissenschaften in Potsdam-Babelsberg und dann von 1961 bis 1964 als Lektor und Leiter des Lektorats Philosophie beim Deutschen Verlag der Wissenschaften in Berlin.
1964 promovierte er an der HUB zum Thema „Eine Entwicklungslinie in der europäischen Frühaufklärung – Verbindungen häretischer Bewegungen in Mittel- und Westeuropa zur Nowgoroder-Moskauer Häresie“. Die Beschäftigung mit der Frühaufklärung setzte er lebenslang fort, Wollgast entwickelte sich zum national und international anerkannten Spezialisten auf diesem Fachgebiet. 1968 folgten die Habilitation mit einer Arbeit zu Sebastian Franck und der Wechsel an die Technische Universität Dresden (TUD), wo er zunächst als Wissenschaftlicher Oberassistent, seit 1973 als Hochschuldozent tätig war. Im Jahre 1976 wurde er zum Ordentlichen Professor für Geschichte der Philosophie an der TUD berufen.

## Zum Lebenswerk
In seiner Dresdener Zeit hat sich Wollgast erfolgreich für seine Fachdisziplin Philosophiegeschichte eingesetzt und umfangreiche wissenschaftliche Leistungen erbracht, wobei die Breite seines Wirkens und das dafür erforderliche enzyklopädische Wissen hervorzuheben sind. Er publizierte zum Pantheismus des 16. Jahrhunderts und zum Wirken von Johannes Kepler. Er edierte selbst oder zusammen mit Fachkollegen Arbeiten von Sebastian Franck, Paracelsus, Hermann von Helmholtz, Emil du Bois-Reymond, Valentin Weigel, Agrippa von Nettesheim, Erasmus von Rotterdam, Gabriel Wagner und anderen. Hervorzuheben ist für die letzten Jahre seine Beschäftigung mit dem Hegelianer Karl Christian Friedrich Krause und dem Krausismus.

### Philosophie- und Geistesgeschichte der Frühaufklärung
Wollgast hat in über 50 Jahren ein kaum zu überblickendes wissenschaftliches Werk auf seinem Fachgebiet erstellt. Als Alleinstellungsmerkmal von Wollgast in der Philosophiegeschichtsschreibung wird seine Fokussierung auf die subjektive Seite der Philosophiegeschichte angesehen, im Unterschied zu anderen Philosophiehistorikern, die das Subjekt aus der Geschichte verbannt und diese als Folge vernetzter Werke unter Absehung von ihren Autoren und deren Namen behandelt haben. Diese letztere Methode ist in den Naturwissenschaften und Sozialwissenschaften durchaus üblich, wo Objekte über die denkenden und schreibenden Subjekte dominieren. Die Werktitel von Wollgast enthalten daher bereits seit seinen frühen Publikationen neben dem Sachthema im Haupttitel zugleich im Untertitel die Akteure der Philosophiegeschichte. Er stellt das Werk und die Wirkung von Personen unter ausführlicher Einbeziehung ihrer Biografien dar, etwa in seinem Buch Paralipomena zur Philosophiegeschichte Deutschlands, in dem er unter anderem Agrippa von Nettesheim, Ehrenfried Walter von Tschirnhaus, Christian Weise, Johann Christoph Adelung behandelt. Sein Sammelband Parerga enthält Biografien von Nicodemus Frischlin, Heinrich Schütz, Jakob Böhme, Martin Opitz, Gottfried Arnold, Sebastian Franck und Karl Goldammer.
Wollgast erweitert seine Biografien zugleich auf den Raum als gelebten Lebensraum, etwa auf Wohn- und Geburtshaus, Straße, Stadt, Vorfahren und deren Grabstellen, Landschaft – wie am Beispiel des aus Dresden stammenden Paracelsus-Biografen Karl Goldammer. So entsteht in den Werken von Wollgast mit seiner Strategie der Subjektivierung zugleich ein Netzwerk von Kulturträgern als „Lebenskreis“ oder „geistiges Umfeld“.
Die Kultur des Lebens wie auch die Philosophie des Todes wurden ebenfalls von Wollgast in ihrer historischen Entwicklung betrachtet. Dabei setzte er sich mit der gegenwärtigen Tabuisierung des Todes auseinander. Er studierte das natürliche und menschliche Verhältnis zum Tod, wobei er sich auf Altertum und frühe Neuzeit sowie die europäische, insbesondere deutsche Kultur konzentrierte, wobei er andere Kulturräume und Zeitverläufe nicht gleichermaßen thematisierte.
Das Interesse von Wollgast galt auch den zu Unrecht Vergessenen oder in die Bedeutungslosigkeit Gestoßenen, wie es anfänglich auch den Protestanten Martin Luther und Thomas Müntzer erging. Diese Linie reicht für Wollgast über die weniger bekannten Protestdenker des 16. und 17. Jahrhunderts wie Sebastian Franck und Nicodemus Frischlin sowie Karl Christian Friedrich Krause (Oppositionelle Philosophie in Deutschland) bis in die jüngste Zeit zu Ernst Bloch, der politischen Linken und zu einzelnen Werken der DDR-Geschichtsschreibung. Von Hans-Otto Dill wurde Wollgast in einer Hommage daher als „Nonkonformist der Philosophiegeschichtsschreibung“ bezeichnet.

### Umfang der Arbeiten
Die Vielfalt des wissenschaftlichen Interesses von Wollgast, das nicht auf eine einzige historische Epoche beschränkt blieb, spiegelt sich in seinen umfangreichen Schriften wider. Er verzeichnet nahezu 50 Bücher und Broschüren sowie über 300 Aufsätze in Büchern und Zeitschriften, dazu ungezählte Rezensionen.
Sein Hauptwerk bleibt aber die „Philosophie in Deutschland zwischen Reformation und Aufklärung 1550–1650“, das im Jahre 1988 und in 2. Auflage 1993 erschien und mehr als 1000 Druckseiten umfasst. Noch in seinen letzten fünf Lebensjahren veröffentlichte Wollgast 3 Bücher und 40 Artikel. Zur Bilanz gehören neben der Philosophie und ihrer Geschichte auch Bereiche im wissenschaftlichen Schaffen von Wollgast, die etwas randständig, aber von hoher Relevanz sind: die Tradition in Vergangenheit und Zukunft, die Technikphilosophie und die Toleranzforschung. So war er regelmäßiger Teilnehmer an den jährlichen „Oranienburger Toleranztagungen“ der Leibniz-Sozietät.

## Mitgliedschaften und Ehrungen (Auswahl)
- SED-Mitglied[7]
- Im Jahre 1978 wählte ihn die Sächsische Akademie der Wissenschaften zu Leipzig zu ihrem Ordentlichen Mitglied.[8]
- Im Jahre 1995 wurde er Mitglied der Leibniz-Sozietät der Wissenschaften zu Berlin.
- 2014 Ehrung mit der Daniel-Ernst-Jablonski-Medaille der Leibniz-Sozietät

## Veröffentlichungen (Auswahl)
- Zur Friedensidee in der Reformationszeit. Texte von Erasmus, Paracelsus, Franck. Akademie-Verlag, Berlin 1968 (als Hrsg.).
- Siegfried Wollgast, Karl-Friedrich Teinz: Dialektik in der modernen Naturwissenschaft. Materialien der 2. Allunionskonferenz zu Philosophischen Fragen der Naturwissenschaften, Moskau 1970. Akademie-Verlag, Berlin 1973.
- Johannes Kepler. Urania-Verlag, Leipzig; Jena; Berlin 1976, 2. Auflage 1980.
- Siegfried Wollgast, Siegfried Marx: Johannes Kepler. Pahl-Rugenstein, Köln 1977, ISBN 978-3-7609-0278-4.
- Siegfried Wollgast, Gerhard Banse: Philosophie und Technik. Zur Geschichte und Kritik, zu den Voraussetzungen und Funktionen bürgerlicher „Technikphilosophie“. Deutscher Verlag der Wissenschaften, Berlin 1979.
- Zur Stellung des Gelehrten in Deutschland im 17. Jahrhundert. Akademie-Verlag, Berlin 1984.
- Philosophie in Deutschland zwischen Reformation und Aufklärung 1550–1650. 2. Auflage. Akademie-Verlag, Berlin 1988, ISBN 978-3-05-000001-5, 2. Auflage 1993, ISBN 978-3-05-002099-0.
- Rolf Löther, Siegfried Wollgast (Hrsg.): Vom gesunden und seligen Leben – ausgewählte Texte: Paracelsus. 2. Auflage. Reclam Verlag, Leipzig 1991, ISBN 978-3-379-00719-1.
- Gabriel Wagner: Ausgewählte Schriften und Dokumente. Mit einer Einleitung hrsg. von Siegfried Wollgast. Frommann-Holzboog, Stuttgart-Bad Cannstatt 1997, ISBN 978-3-7728-1416-7.
- Beiträge zum 500. Geburtstag von Sebastian Franck (1499–1542). Weidler Buchverlag, Berlin 1999, ISBN 978-3-89693-134-4 (als Hrsg.).
- Zur Geschichte des Promotionswesens in Deutschland. Grätz, Bergisch Gladbach 2001, ISBN 978-3-89074-012-6.
- Der utopische Sozialismus – ewiger Traum und Unwirklichkeit. Rosa-Luxemburg-Stiftung Sachsen, Leipzig 2001, ISBN 978-3-89819-101-2.
- Oppositionelle Philosophie in Deutschland. Aufsätze zur deutschen Geistesgeschichte des 16. und 17. Jahrhunderts. Weidler Buchverlag, Berlin 2005, ISBN 978-3-89693-424-6.
- Zur Frühen Neuzeit, zu Patriotismus, Toleranz und Utopie. Gesammelte Aufsätze. Weidler Buchverlag, Berlin 2007, ISBN 978-3-89693-477-2.
- Paralipomena zur Philosophiegeschichte Deutschlands. Zugaben zu meinen philosophiehistorischen Aufsätzen zum 17. bis 20. Jahrhundert. Weidler Buchverlag, Berlin 2010, ISBN 978-3-89693-272-3.
- Parerga. Zu meinen philosophiehistorischen Aufsätzen zum 16. bis 20. Jahrhundert. Weidler Buchverlag, Berlin 2012, ISBN 978-3-89693-578-6.
- Siegfried Wollgast (Hrsg.), Gerhard Güpner (Übers.): Agrippa von Nettesheim. Über die Fragwürdigkeit, ja Nichtigkeit der Wissenschaften, Künste und Gewerbe. (Aus dem Lateinischen). De Gruyter, Berlin; Boston 1993, Reprint 2015, ISBN 978-3-05-006791-9, ISBN 978-3-05-006792-6.
- Sebastian Franck (Verf.), Siegfried Wollgast (Hrsg.): Sebastian Franck – Paradoxa. De Gruyter, Berlin;Boston 1995, Reprint 2015, ISBN 978-3-05-007027-8, ISBN 978-3-05-007028-5.
- Karl Christian Friedrich Krause – Aspekte von Leben, Werk, Wirkung. Weidler Buchverlag, Berlin 2016, ISBN 978-3-89693-654-7.
- Siegfried Wollgast – Bibliographie seiner Arbeiten. In: Gerhard Banse, Herbert Hörz, Heinz Liebscher (Hrsg.): Von Aufklärung bis Zweifel. Beiträge zu Philosophie, Geschichte und Philosophiegeschichte. Festschrift für Siegfried Wollgast zum 75. Geburtstag. Abhandlungen der Leibniz-Sozietät der Wissenschaften zu Berlin, Bd. 25. trafo Wissenschaftsverlag, Berlin 2008, S. 435 ff., ISBN 978-3-89626-655-2.